# 19367 Pink Floyd
Pink Floyd (asteróide 19367) é um asteróide da cintura principal, a 2,0431378 UA. Possui uma excentricidade de 0,1646523 e um período orbital de 1 397,13 dias (3,83 anos).
Pink Floyd tem uma velocidade orbital média de 19,04484998 km/s e uma inclinação de 3,6839º.

## Nomeação
Este asteróide foi descoberto em 3 de dezembro de 1997 pela ODAS. De acordo com o Central Bureau for Astronomical Telegrams, esse asteróide foi nomeado em homenagem ao supergrupo de rock psicodélico inglês Pink Floyd.
A publicação original para o nome do asteroide seria publicada no Minor Planet Center em 6 de agosto de 2003 (M.P.C. 49281).